# 알랭 들롱
알랭 파비앵 모리스 마르셀 들롱(프랑스어: Alain Fabien Maurice Marcel Delon, 1935년 11월 8일~2024년 8월 18일)은 프랑스의 배우, 가수, 영화 감독, 영화 연출가, 시나리오 작가이다. 《태양은 가득히》로 유명하며, 미남의 대명사로 불리기도 하였다. 대한민국에서는 흔히 아랑 드롱(←일본어: アラン・ドロン 아란도론[*])이라고도 불린다.

## 생애
1935년 파리 남부에서 출생하여 중등교육을 마치고 17세 때 지원병으로 군에 입대하였다. 제대 후 세계 각지를 방랑하다가 파리로 돌아왔다. 프랑스 영화계에 진출하여 알레그레 감독의 《여자가 다가올 때》로 정식 데뷔하였다. 1960년 르네 클레망 감독의 《태양은 가득히》에서 신분 상승의 욕망에 사로잡힌 가난한 청년으로 출연하여 일약 스타덤에 올랐다. 다음 해에는 루치노 비스콘티 감독의 《로코와 형제들》에서 뛰어난 연기로 비평가들의 갈채를 받았으며, 이후 비스콘티를 비롯해 미켈란젤로 안토니오니, 조셉 로지 등 명감독들의 작품에 무수히 출연했다.
미녀 배우와 끊이지 않는 스캔들로도 유명하다.
43년 전 영화계에 입문한 들롱은 지금까지 85편의 영화에 출연했고, 이중 82편에서 주연을 맡았다. 또 <암흑가의 두사람> 등 24편의 영화를 직접 제작했으며, <최후의 방어선>, <형사 이야기> 등 2편의 영화에서 감독을 맡았다.

## 출연작
- 《태양은 가득히》(Plein Soleil, 1960년) 르네 클레망 감독, 니노 로타 음악
- 《태양은 외로워》(L'eclisse, 1962년) 미켈란젤로 안토니오니 감독, 죠반니 푸스코 음악
- 《레오파드》(The Leopard, 1963년) 루치노 비스콘티 감독, 니노 로타 음악
- 《파리는 불타고 있는가》(Paris brûle-t-il ?, 1965년) 르네 클레망 감독, 모리스 자르 음악
- 《사무라이》(Le samouraï, 1967년) 장 피에르 멜빌 감독
- 《시실리안》(Le Clan des Siciliens, 1969년)
- 《암흑가의 세사람》(Le Cercle rouge, 1970년), 쟝 피에르 멜빌 감독
- 《레드선》(Soleil Rouge, 1971년), 테렌스 영 감독, 모리스 자르 음악
- 《암흑가의 두사람》(Deux hommes dans la ville, 1973년)

## 기타
- 1999년 스위스 시민권을 취득하여 현재에 이르고 있다.

## 수상
- 2019년 제72회 칸 국제영화제 명예 황금종려상